# KFNB – Olomucia und Comet
Die Dampflokomotiven „OLOMUCIA“ und „COMET“ waren Personenzuglokomotiven der KFNB.
Sie wurden 1841 von Cockerill in Seraing an die KFNB mit der Achsformel 1A1 geliefert.
Von diesen Maschinen sind keine Darstellungen erhalten geblieben; ihre Abmessungen von 1853 finden sich in der Tabelle.
Wahrscheinlich waren sie nach englischem Vorbild konstruiert.
Sie wurden 1861 ausgemustert.